# Джапаридзе, Тенгиз Иванович
Тенгиз Иванович Джапаридзе (1925—1998) — Гвардии лейтенант Рабоче-крестьянской Красной Армии, участник Великой Отечественной войны, Герой Советского Союза (1944).

## Биография
Тенгиз Джапаридзе родился 27 января 1925 года в Тифлисе (ныне — Тбилиси, Грузия) в семье служащего. Окончил десять классов школы, после чего работал токарем на механическом заводе. В мае 1943 года Джапаридзе был призван на службу в Рабоче-крестьянскую Красную Армию. С января 1944 года — на фронтах Великой Отечественной войны. В 1944 году окончил курсы младших лейтенантов. В боях был тяжело ранен. Принимал участие в Проскуровско-Черновицкой, Львовско-Сандомирской, Висло-Одерской операциях. К августу 1944 года гвардии младший сержант Тенгиз Джапаридзе был заряжающим орудия танка «Т-34» 52-й гвардейской танковой бригады (6-го гвардейского танкового корпуса, 3-й гвардейской танковой армии, 1-го Украинского фронта). Отличился во время боёв на Сандомирском плацдарме на западном берегу Вислы.
12 августа 1944 года танк Джапаридзе первым в своём подразделении ворвался в населённый пункт Мокре к западу от польского города Сташув. В бою экипаж захватил танк, уничтожил бронетранспортёр с миномётной установкой, автомашину и около 20 солдат и офицеров противника. Во время отражения контратаки экипаж уничтожил 3 вражеских танка. 13 августа, находясь в засаде, экипаж Джапаридзе уничтожил ещё два немецких танка «Королевский Тигр».
Указом Президиума Верховного Совета СССР от 23 сентября 1944 года за «образцовое выполнение боевых заданий командования на фронте борьбы с немецкими захватчиками и проявленные при этом мужество и героизм» гвардии младший сержант Тенгиз Джапаридзе был удостоен высокого звания Героя Советского Союза с вручением ордена Ленина и медали «Золотая Звезда» за номером 5135.
В апреле 1945 года в звании гвардии лейтенанта Джапаридзе был уволен в запас. В 1951 году он окончил Грузинский политехнический институт, после чего работал в тресте «Грузмехмонтаж». Скончался в 1998 году, похоронен в Тбилиси.
Заслуженный инженер Грузинской ССР. Был также награждён орденами Отечественной войны 1-й степени и Красной Звезды, а также рядом медалей.